# Kis angol terrier
Az kis angol terrier (English Toy Terrier) egy angol kutyafajta.

## Történet
Kialakulása az 1800-as évekre tehető. A már kihalt fekete-cser terrier és a kis olasz agár keresztezésével alakították ki. 

## Külleme
Marmagassága 25-30 centiméter, tömege 3-4 kilogramm. A Manchester terrier kicsinyített mása, amelytől méretén kívül főként felálló fülei különböztetik meg. A fajta alapvető jellegzetessége a koromfekete szín gesztenyebarna jegyekkel, melyekben az ujjakon és a lábakon vékony, fekete csíkok láthatók. Fülét sohasem kupírozzák. 

## Jelleme
Természete eleven és éber. 